# Helene Olafsen
Helene Olafsen (Oslo, 21 februari 1990) is een Noorse snowboardster. Ze vertegenwoordigde haar vaderland op de Olympische Winterspelen 2010 (Vancouver) en de Olympische Winterspelen 2014 (Sotsji).

## Carrière
In Arosa nam Olafsen deel aan de FIS wereldkampioenschappen snowboarden 2007, op dit toernooi veroverde ze de bronzen medaille op de snowboardcross. Bij haar wereldbekerdebuut, op 8 maart 2007 in Lake Placid, eindigde ze op de achtste plaats. Twee dagen later stond de Noorse in Lake Placid voor de eerste maal op het podium van een wereldbekerwedstrijd. Op 17 maart 2007 boekte Olafsen in Stoneham haar eerste wereldbekerzege. Op de FIS wereldkampioenschappen snowboarden 2009 in Gangwon werd ze wereldkampioene op de snowboardcross. Tijdens de Olympische Winterspelen van 2010 eindigde de Noorse als vierde op de snowboardcross.
Op de FIS wereldkampioenschappen snowboarden 2013 in Stoneham sleepte Olafsen de bronzen medaille in de wacht op de snowboardcross.

## Resultaten

### Olympische Winterspelen
| Jaar | Plaats    | Resultaten        |
| ---- | --------- | ----------------- |
| 2010 | Vancouver | 4e Snowboardcross |
| 2014 | Sotsji    | Q Snowboardcross  |

### Wereldkampioenschappen
| Jaar | Plaats   | Resultaten     |
| ---- | -------- | -------------- |
| 2007 | Arosa    | Snowboardcross |
| 2009 | Gangwon  | Snowboardcross |
| 2013 | Stoneham | Snowboardcross |

### Wereldbeker
Eindklasseringen
| Seizoen   | Algm | SBX    | HP  |
| --------- | ---- | ------ | --- |
| 2006/2007 | 26e  | 4e     | -   |
| 2007/2008 | 10e  | 5e     | 28e |
| 2008/2009 | 9e   | 6e     | 34e |
| 2009/2010 | 4e   | Zilver | 52e |
| 2010/2011 | 53e  | 28e    | -   |

Wereldbekerzeges
| Datum           | Plaats    | Onderdeel      |
| --------------- | --------- | -------------- |
| 17 maart 2007   | Stoneham  | Snowboardcross |
| 1 februari 2008 | Leysin    | Snowboardcross |
| 15 januari 2010 | Veysonnaz | Snowboardcross |
| 19 maart 2010   | La Molina | Snowboardcross |